# Vláda Petera Colotky, Ivana Knotka a Pavola Hrivnáka
Vláda Petera Colotky, Ivana Knotka, Pavla Hrivnáka působila od 18. června 1986 do 8. prosince 1989 ve Slovenské socialistické republice v rámci ČSSR.

## Složení vlády
- předseda vlády SSR (do 12. 10. 1988 – demise) Peter Colotka, (12. 10. 1988 – 22. 6. 1989 – demise) Ivan Knotek, (od 22. 6. 1989) Pavol Hrivnák
- místopředseda vlády (do 20. 4. 1988 – demise) Július Hanus
- místopředseda vlády (do 12. 4. 1989 – demise)  Pavol Bahyl
- místopředseda vlády (do 20. 4. 1988 – demise) Jaroslav Kánský
- místopředseda vlády Vladimír Lexa
- místopředseda vlády (do 20. 4. 1988) Milan Rusňák
- ministr financí (od 21. 4. 1988 ministr financí, cen a mezd) František Mišeje
- ministr vnitra (od 20. 4. 1988 ministr vnitra a životního prostředí) Štefan Lazar
- ministr průmyslu Štefan Urban
- ministr zemědělství a výživy Július Varga
- ministr výstavby a stavebnictví (21. 4. 1988 – 12. 10. 1988 ministr stavebnictví) Dušan Miklánek
- ministr práce a sociálních věcí (do 20. 4. 1988)  Kazimír Nagy
- ministr spravedlnosti (do 20. 4. 1988) Ján Pješčák, poté Milan Čič
- ministr školství (od 21. 4. 1988 ministr školství, mládeže a tělovýchovy) Ľudovít Killár
- ministr kultury Miroslav Válek, poté Pavel Koyš
- ministr obchodu (do 21. 4. 1988) Jaroslav Zelko
- ministr obchodu a cestovního ruchu (od 21. 4. 1988) Kazimír Nagy
- ministr lesního a vodního hospodářství (od 21. 4. 1988 ministr lesního, vodního a dřevozpracujícího průmyslu) Vladimír Margetín
- ministr zdravotnictví (od 21. 4. 1988 – 12. 10. 1988 ministr zdravotnictví a sociálních věcí) Eva Tökölyová
- ministr zdravotnictví a sociálních věcí Anton Molnár
- předseda Slovenského výboru lidové kontroly Štefan Ferencei
- předseda Slovenské plánovací komise (do 12. 4. 1989) Pavol Bahyl, od 12. 4. 1989 Slovenská komise pro plánování Vladimír Lexa